# 大分県企業局
大分県企業局（おおいたけんきぎょうきょく）は、大分県の地方公営企業である。大分県において、電気事業、工業用水道事業を行っている。

## 事業

### 電気事業
- 大野川発電所
- 芹川第一発電所
- 芹川第二発電所
- 芹川第三発電所
- 北川発電所
- 桑原発電所
- 下赤発電所
- 別府発電所
- 耶馬渓発電所
- 鳴子川発電所
- 花合野川発電所
- 阿蘇野川発電所
- 松岡太陽光発電所

### 工業用水道事業
- 大分県工業用水道